# GP2-Lauf in Barcelona 2014
Der GP2-Lauf in Barcelona 2014 fand vom 9. bis 11. Mai auf dem Circuit de Catalunya in Montmeló statt und war der zweite Lauf der GP2-Serie 2014. 

## Berichte

### Hintergrund
Die Veranstaltung fand im Rahmenprogramm des Großen Preises von Spanien statt.
Nach dem Lauf in as-Sachir führte Jolyon Palmer die Fahrerwertung mit zehn Punkten vor Julian Leal und 13 Punkten vor Stoffel Vandoorne an. DAMS führte in der Teamwertung mit vier Punkten vor Carlin und elf Punkten vor ART Grand Prix.
Zu diesem Lauf gab es drei Änderungen bei den Startern zum vorherigen Lauf: Tom Dillmann ersetzt André Negrão, Tio Ellinas erhielt das Cockpit von Jon Lancaster und Sergio Canamasas übernahm für Axcil Jefferies. Für Ellinas war es das Debüt in der GP2-Serie, er fuhr zuvor in der GP3-Serie, in der er Vierter der Gesamtwertung wurde. Dillmann und Canamasas kehrten nach einem Rennen Pause zurück.
Beim Lauf in Barcelona stellte Pirelli den Fahrern die Reifenmischungen P Zero Hard (orange) und P Zero Soft (gelb) sowie für Nässe Cinturato Full-Wets (blau) zur Verfügung.

### Qualifying
Stéphane Richelmi sicherte sich die Pole-Position vor seinem Teamkollegen Jolyon Palmer. Die drittschnellste Runde fuhr Stefano Coletti.

### Hauptrennen
Der Start des Rennens wurde abgebrochen, nachdem einer der Fahrer den Motor abwürgt hatte. Beim Losfahren in die zweite Einführungsrunde blieben drei weitere Fahrer stehen. Richelmi, Takuya Izawa, Stoffel Vandoorne und Facu Regalia waren die Fahrer, die den Motor abwürgt hatten und anschließend in die Boxengasse geschoben wurden, von wo aus sie das Rennen starteten. In der Boxengasse wechselten diese Fahrer auf die harte Reifenmischung. Die Renndistanz wurde wegen der zusätzlichen Einführungsrunde um eine Runde verkürzt.
Nach dem zweiten Start kam es in der ersten Kurve zu einer Kollision zwischen Coletti und Mitch Evans, bei dem Evans sich den Frontflügel beschädigte und an die Box kam. In der ersten Runde kam es in Kurve 10 zu einer weiteren Kollision. Involviert waren Daniel Abt, Raffaele Marciello und Regalia, was für alle drei das Ende des Rennens bedeutete. Um die Fahrzeuge sicher bergen zu können, wurde das Safety-Car herausgeschickt. Als dieses wieder hereingerufen wurde, kam es zu keinen Positionsveränderungen.
Nachdem das Boxenstoppfenster nach der sechsten Runde öffnete, kamen Palmer und Nasr früh zu ihren Boxenstopps, um auf die härtere der beiden zur Verfügung stehenden Reifenmischungen zu wechseln. Die Fahrer, die mit diesen Reifen gestartet waren blieben wesentlich länger draußen.
Johnny Cecotto jr. führte das Rennen lange an, während Palmer und Nasr die führenden Fahrer waren, die schon gestoppt hatten.
Als Cecotto zehn Runden vor Schluss zu seinem Stopp kam, platzierte er sich vor knapp Nasr und hinter Palmer. Mit den frischeren Reifen zog er Nasr schnell davon und überholte wenig später Palmer und gewann das Rennen. Die Punkte für die schnellste Runde gingen an Leal. Richelmi, der nachträglich in die Top 10 aufgerückt war, fuhr zwar eine schnellere Rundenzeit als Leal, da er jedoch aus der Boxengasse gestartet war, war er für die schnellste Runde nicht punkteberechtigt.
Im Anschluss an das Rennen wurden gegen vier Fahrer Strafen ausgesprochen: Conor Daly und René Binder hatten unter gelben Flaggen ihre Geschwindigkeit nicht genug reduziert und erhielten eine Addition von 20 Sekunden auf ihr Endergebnis. Coletti erhielt die gleiche Strafe, da er unter gelben Flaggen von der Strecke gerutscht war. Daniël de Jong wurde um zehn Positionen für das folgende Sprintrennen zurückversetzt, da er mit einem ungesicherten Reifen aus der Boxengasse losgeschickt wurde. Da er lediglich um sechs Positionen hätte versetzt werden können, musste De Jong das Sprintrennen aus der Boxengasse starten.

### Sprintrennen
Felipe Nasr und Rio Haryanto starteten gut und machten mehrere Positionen gut. Nasr sortierte sich auf Position zwei hinter Dillmann ein. Dahinter kam es zwischen Haryanto und Palmer zu einer Berührung, die das Aus für Haryanto bedeutete. Palmer setzte sein Rennen fort und übte gemeinsam mit Nasr Druck auf den Führenden Dillmann aus, an dem Nasr in der dritten Kurve vorbeiging. Im Mittelfeld kam es zu einer Berührung zwischen Artjom Markelow und Simon Trummer bei der Trummer ins Kiesbett rutschte und anschließend von Conor Daly, der nicht mehr bremsen konnte, getroffen wurde. Während für Trummer und Daly das Rennen im Kiesbett endete, schaffte es Markelow noch bis in die Boxengasse. Dort war sein Rennen jedoch ebenfalls beendet. Im Anschluss an das Rennen wurde Markelow für diesen Unfall verantwortlich gemacht und mit einer Rückversetzung um fünf Positionen im folgenden Rennen bestraft.
Wenig später ging Palmer an Dillmann vorbei und fuhr dicht hinter Nasr. Dillmann musste anschließend zu den beiden Vordermännern abreißen lassen.
Zu Rennende hatten mehrere Fahrer Probleme mit den Reifen. Evans fiel von Position sechs immer weiter zurück, bis er letztlich zwei Runden vor Schluss das Rennen an der Boxengasse beendete. Auch Palmer auf Position zwei hatte Probleme bekommen und musste in den letzten Runden von Nasr abreißen lassen, nachdem er einen starken Verbremser in die erste Kurve hatte.
Somit siegte Nasr zum ersten Mal in seinem 50. GP2-Rennen vor Palmer und Dillmann. Dahinter platzierten sich Arthur Pic, Julian Leal, Cecotto, Richelmi und Coletti. Die Punkte für die schnellste Runde gingen an Palmer.

## Meldeliste
Alle Teams und Fahrer verwenden das Dallara-Chassis GP2/11, Motoren von Renault-Mecachrome und Reifen von Pirelli.
| Team                 | Auto # | Fahrer              |
| -------------------- | ------ | ------------------- |
| RT Russian Time      | 01     | Mitch Evans         |
| RT Russian Time      | 02     | Artjom Markelow     |
| Carlin               | 03     | Felipe Nasr         |
| Carlin               | 04     | Julian Leal         |
| Racing Engineering   | 05     | Raffaele Marciello  |
| Racing Engineering   | 06     | Stefano Coletti     |
| DAMS                 | 07     | Jolyon Palmer       |
| DAMS                 | 08     | Stéphane Richelmi   |
| ART Grand Prix       | 09     | Takuya Izawa        |
| ART Grand Prix       | 10     | Stoffel Vandoorne   |
| Hilmer Motorsport    | 11     | Daniel Abt          |
| Hilmer Motorsport    | 12     | Facu Regalía        |
| Rapax                | 14     | Adrian Quaife-Hobbs |
| Rapax                | 15     | Simon Trummer       |
| Arden International  | 16     | René Binder         |
| Arden International  | 17     | Tom Dillmann        |
| EQ8 Caterham Racing  | 18     | Rio Haryanto        |
| EQ8 Caterham Racing  | 19     | Alexander Rossi     |
| MP Motorsport        | 20     | Daniël de Jong      |
| MP Motorsport        | 21     | Tio Ellinas         |
| Trident Racing       | 22     | Sergio Canamasas    |
| Trident Racing       | 23     | Johnny Cecotto jr.  |
| Venezuela GP Lazarus | 24     | Nathanaël Berthon   |
| Venezuela GP Lazarus | 25     | Conor Daly          |
| Campos Racing        | 26     | Arthur Pic          |
| Campos Racing        | 27     | Kimiya Satō         |

## Klassifikationen

### Qualifying
| Pos. | Fahrer              | Team                 | Zeit     | Start |
| ---- | ------------------- | -------------------- | -------- | ----- |
| 01   | Stéphane Richelmi   | DAMS                 | 1:29,293 | 01    |
| 02   | Jolyon Palmer       | DAMS                 | 1:29,421 | 02    |
| 03   | Stefano Coletti     | Racing Engineering   | 1:29,514 | 03    |
| 04   | Raffaele Marciello  | Racing Engineering   | 1:29,650 | 04    |
| 05   | Felipe Nasr         | Carlin               | 1:29,698 | 05    |
| 06   | Mitch Evans         | RT Russian Time      | 1:29,703 | 06    |
| 07   | Julian Leal         | Carlin               | 1:29,841 | 07    |
| 08   | Alexander Rossi     | Caterham Racing      | 1:29,893 | 08    |
| 09   | Tio Ellinas         | MP Motorsport        | 1:29,902 | 09    |
| 10   | Stoffel Vandoorne   | ART Grand Prix       | 1:29,963 | 10    |
| 11   | Rio Haryanto        | Caterham Racing      | 1:29,983 | 11    |
| 12   | Tom Dillmann        | Arden International  | 1:30,289 | 12    |
| 13   | Arthur Pic          | Campos Racing        | 1:30,300 | 13    |
| 14   | Daniel Abt          | Hilmer Motorsport    | 1:30,412 | 14    |
| 15   | Nathanaël Berthon   | Venezuela GP Lazarus | 1:30,470 | 15    |
| 16   | Johnny Cecotto jr.  | Trident Racing       | 1:30,496 | 16    |
| 17   | Kimiya Satō         | Campos Racing        | 1:30,510 | 17    |
| 18   | René Binder         | Arden International  | 1:30,553 | 18    |
| 19   | Daniël de Jong      | MP Motorsport        | 1:30,617 | 19    |
| 20   | Sergio Canamasas    | Trident Racing       | 1:30,737 | 20    |
| 21   | Facu Regalía        | Hilmer Motorsport    | 1:30,790 | 21    |
| 22   | Adrian Quaife-Hobbs | Rapax                | 1:30,884 | 22    |
| 23   | Takuya Izawa        | ART Grand Prix       | 1:30,903 | 23    |
| 24   | Simon Trummer       | Rapax                | 1:30,923 | 24    |
| 25   | Artjom Markelow     | RT Russian Time      | 1:31,336 | 25    |
| 26   | Conor Daly          | Venezuela GP Lazarus | 1:31,558 | 26    |

### Hauptrennen
| Pos. | Fahrer              | Team                 | Runden | Zeit        | Start | Schnellste Runde |
| ---- | ------------------- | -------------------- | ------ | ----------- | ----- | ---------------- |
| 01   | Johnny Cecotto jr.  | Trident Racing       | 36     | 1:00:28,853 | 16    | 1:35,696 (29.)   |
| 02   | Jolyon Palmer       | DAMS                 | 36     | + 3,409     | 02    | 1:35,293 (05.)   |
| 03   | Felipe Nasr         | Carlin               | 36     | + 3,750     | 05    | 1:35,284 (08.)   |
| 04   | Julian Leal         | Carlin               | 36     | + 6,128     | 07    | 1:35,164 (09.)   |
| 05   | Rio Haryanto        | Caterham Racing      | 36     | + 15,895    | 11    | 1:36,323 (10.)   |
| 06   | Arthur Pic          | Campos Racing        | 36     | + 16,842    | 13    | 1:36,570 (09.)   |
| 07   | Tio Ellinas         | MP Motorsport        | 36     | + 18,407    | 09    | 1:36,378 (11.)   |
| 08   | Tom Dillmann        | Arden International  | 36     | + 20,565    | 12    | 1:35,945 (27.)   |
| 09   | Adrian Quaife-Hobbs | Rapax                | 36     | + 21,265    | 22    | 1:36,337 (13.)   |
| 10   | Stéphane Richelmi   | DAMS                 | 36     | + 21,460    | 01    | 1:34,568 (31.)   |
| 11   | Artjom Markelow     | RT Russian Time      | 36     | + 22,233    | 25    | 1:35,671 (30.)   |
| 12   | Simon Trummer       | Rapax                | 36     | + 22,804    | 24    | 1:34,652 (27.)   |
| 13   | Stoffel Vandoorne   | ART Grand Prix       | 36     | + 23,397    | 10    | 1:35,308 (29.)   |
| 14   | Mitch Evans         | RT Russian Time      | 36     | + 23,630    | 06    | 1:34,141 (31.)   |
| 15   | René Binder         | Arden International  | 36     | + 37,682    | 18    | 1:37,166 (19.)   |
| 16   | Stefano Coletti     | Racing Engineering   | 36     | + 41,847    | 03    | 1:35,560 (10.)   |
| 17   | Sergio Canamasas    | Trident Racing       | 36     | + 42,769    | 20    | 1:37,579 (12.)   |
| 18   | Conor Daly          | Venezuela GP Lazarus | 36     | + 45,415    | 26    | 1:35,562 (30.)   |
| 19   | Kimiya Satō         | Campos Racing        | 36     | + 48,653    | 17    | 1:37,173 (32.)   |
| 20   | Takuya Izawa        | ART Grand Prix       | 36     | + 52,965    | 23    | 1:36,131 (31.)   |
| —    | Daniël de Jong      | MP Motorsport        | 26     | DNF         | 19    | 1:37,974 (23.)   |
| —    | Alexander Rossi     | Caterham Racing      | 18     | DNF         | 08    | 1:35,675 (11.)   |
| —    | Nathanaël Berthon   | Venezuela GP Lazarus | 04     | DNF         | 15    | 1:58,609 (03.)   |
| —    | Daniel Abt          | Hilmer Motorsport    | 01     | DNF         | 14    | 2:58,190 (01.)   |
| —    | Raffaele Marciello  | Racing Engineering   | 0      | DNF         | 04    | —                |
| —    | Facu Regalia        | Hilmer Motorsport    | 0      | DNF         | 21    | —                |

Anmerkungen
1. ↑  Im Anschluss an das Rennen wurde Binder wegen Ignorieren der gelben Flaggen mit einer Aufaddierung von 20 Sekunden auf das Endergebnis bestraft.
2. ↑  Im Anschluss an das Rennen wurde Coletti mit einer Aufaddierung von 20 Sekunden auf das Endergebnis bestraft, da er unter gelben Flaggen von der Strecke gerutscht war.
3. ↑  Im Anschluss an das Rennen wurde Daly wegen Ignorieren der gelben Flaggen mit einer Aufaddierung von 20 Sekunden auf das Endergebnis bestraft.

### Sprintrennen
| Pos. | Fahrer              | Team                 | Runden | Zeit       | Start | Schnellste Runde |
| ---- | ------------------- | -------------------- | ------ | ---------- | ----- | ---------------- |
| 01   | Felipe Nasr         | Carlin               | 26     | 42:01,901  | 06    | 1:34,899 (6.)    |
| 02   | Jolyon Palmer       | DAMS                 | 26     | + 7,635    | 07    | 1:34,583 (6.)    |
| 03   | Tom Dillmann        | Arden International  | 26     | + 13,814   | 01    | 1:35,391 (6.)    |
| 04   | Arthur Pic          | Campos Racing        | 26     | + 14,172   | 03    | 1:35,475 (3.)    |
| 05   | Julian Leal         | Carlin               | 26     | + 14,732   | 05    | 1:35,728 (6.)    |
| 06   | Johnny Cecotto jr.  | Trident Racing       | 26     | + 18,842   | 08    | 1:35,589 (2.)    |
| 07   | Stéphane Richelmi   | DAMS                 | 26     | + 19,236   | 10    | 1:35,685 (2.)    |
| 08   | Stefano Coletti     | Racing Engineering   | 26     | + 22,993   | 16    | 1:35,750 (4.)    |
| 09   | Adrian Quaife-Hobbs | Rapax                | 26     | + 30,744   | 09    | 1:35,882 (2.)    |
| 10   | Stoffel Vandoorne   | ART Grand Prix       | 26     | + 31,379   | 13    | 1:35,684 (5.)    |
| 11   | Tio Ellinas         | MP Motorsport        | 26     | + 31,839   | 02    | 1:35,250 (4.)    |
| 12   | Daniel Abt          | Hilmer Motorsport    | 26     | + 32,142   | 23    | 1:35,630 (5.)    |
| 13   | Takuya Izawa        | ART Grand Prix       | 26     | + 33,313   | 20    | 1:35,578 (5.)    |
| 14   | Alexander Rossi     | Caterham Racing      | 26     | + 34,189   | 21    | 1:35,936 (4.)    |
| 15   | Kimiya Satō         | Campos Racing        | 26     | + 37,025   | 19    | 1:35,985 (5.)    |
| 16   | Raffaele Marciello  | Racing Engineering   | 26     | + 38,689   | 24    | 1:35,698 (6.)    |
| 17   | Facu Regalia        | Hilmer Motorsport    | 26     | + 39,975   | 25    | 1:36,021 (6.)    |
| 18   | Sergio Canamasas    | Trident Racing       | 26     | + 44,122   | 17    | 1:35,721 (4.)    |
| 19   | Daniël de Jong      | MP Motorsport        | 26     | + 1:14,656 | Box   | 1:34,261 (6.)    |
| 20   | Mitch Evans         | RT Russian Time      | 24     | DNF        | 14    | 1:35,789 (3.)    |
| —    | René Binder         | Arden International  | 02     | DNF        | 15    | n/a              |
| —    | Nathanaël Berthon   | Venezuela GP Lazarus | 02     | DNF        | 22    | 1:39,328 (2.)    |
| —    | Artjom Markelow     | RT Russian Time      | 02     | DNF        | 11    | n/a              |
| —    | Simon Trummer       | Rapax                | 01     | DNF        | 12    | 1:49,350 (1.)    |
| —    | Conor Daly          | Venezuela GP Lazarus | 01     | DNF        | 18    | 1:49,714 (1.)    |
| —    | Rio Haryanto        | Caterham Racing      | 0      | DNF        | 04    | —                |

Anmerkungen
1. ↑  Da De Jong beim Hauptrennen nach einem Boxenstopp ein Rad verloren hatte, wurde er um zehn Positionen nach hinten versetzt. Da er lediglich um sechs Positionen hätte versetzt werden können, musste De Jong das Sprintrennen aus der Boxengasse starten.

## Meisterschafts-Stände nach dem Lauf

### Fahrerwertung
| Pos. | Fahrer              | Team                | Punkte |
| ---- | ------------------- | ------------------- | ------ |
| 01   | Jolyon Palmer       | DAMS                | 70     |
| 02   | Julian Leal         | Carlin              | 48     |
| 03   | Felipe Nasr         | Carlin              | 42     |
| 04   | Johnny Cecotto jr.  | Trident Racing      | 29     |
| 05   | Arthur Pic          | Campos Racing       | 26     |
| 06   | Stoffel Vandoorne   | ART Grand Prix      | 25     |
| 07   | Simon Trummer       | Rapax               | 18     |
| 08   | Tom Dillmann        | Arden International | 14     |
| 09   | Stefano Coletti     | Racing Engineering  | 13     |
| 10   | Stéphane Richelmi   | DAMS                | 13     |
| 11   | Rio Haryanto        | EQ8 Caterham Racing | 10     |
| 12   | Takuya Izawa        | ART Grand Prix      | 8      |
| 13   | Adrian Quaife-Hobbs | Rapax               | 7      |
| 14   | Tio Ellinas         | MP Motorsport       | 6      |
| 15   | René Binder         | Arden International | 3      |

| Pos. | Fahrer             | Team                 | Punkte |
| ---- | ------------------ | -------------------- | ------ |
| 16   | Mitch Evans        | RT Russian Time      | 2      |
| 17   | Artjom Markelow    | RT Russian Time      | 0      |
| 18   | Daniël de Jong     | MP Motorsport        | 0      |
| 19   | Daniel Abt         | Hilmer Motorsport    | 0      |
| 20   | Conor Daly         | Venezuela GP Lazarus | 0      |
| 21   | Alexander Rossi    | EQ8 Caterham Racing  | 0      |
| 22   | Jon Lancaster      | MP Motorsport        | 0      |
| 23   | Kimiya Satō        | Campos Racing        | 0      |
| 24   | Raffaele Marciello | Racing Engineering   | 0      |
| 25   | Sergio Canamasas   | Trident Racing       | 0      |
| 26   | Facu Regalia       | Hilmer Motorsport    | 0      |
| 27   | Nathanaël Berthon  | Venezuela GP Lazarus | 0      |
| 28   | André Negrão       | Arden International  | 0      |
| 29   | Axcil Jefferies    | Trident Racing       | 0      |

### Teamwertung
| Pos. | Team                | Punkte |
| ---- | ------------------- | ------ |
| 01   | Carlin              | 90     |
| 02   | DAMS                | 83     |
| 03   | ART Grand Prix      | 33     |
| 04   | Trident Racing      | 29     |
| 05   | Campos Racing       | 26     |
| 06   | Rapax               | 25     |
| 07   | Arden International | 17     |

| Pos. | Team                 | Punkte |
| ---- | -------------------- | ------ |
| 08   | Racing Engineering   | 13     |
| 09   | EQ8 Caterham Racing  | 10     |
| 10   | MP Motorsport        | 6      |
| 11   | RT Russian Time      | 2      |
| 12   | Hilmer Motorsport    | 0      |
| 13   | Venezuela GP Lazarus | 0      |